# Sacium brittoni
Sacium brittoni is een keversoort uit de familie molmkogeltjes (Corylophidae). De wetenschappelijke naam van de soort werd in 1948 gepubliceerd door Renaud Maurice Adrien Paulian.